# Bejucal
San Felipe y Santiago del Bejucal, o simplemente Bejucal, es un pueblo y municipio de la actual Provincia de Mayabeque.
Se encuentra al noroeste de la provincia Mayabeque, con los límites siguientes: al Norte, con los municipios Boyeros y Arroyo Naranjo, de la Ciudad de La Habana. Al Sur, con los municipios de Quivicán, San José de las Lajas. Al Este y al oeste, con el municipio San Antonio de los Baños. Hasta 2010 perteneció a la provincia de La Habana en Cuba.
La villa fue fundada en 1713 por el capitán Juan Núñez de Castilla, oriundo de Granada, España, quien solicitó al Rey en carta del 5 de julio de 1710 la fundación de la ciudad señorial. Para este fin Núñez de Castilla había comprado en 1710 a Francisca de la Puerta el corral de San Juan del Bejucal y de inmediato inició la parcelación conforme al plano que para la ciudad trazara el alférez e ingeniero Pedro Menéndez Márquez.
Así, San Felipe y Santiago del Bejucal se fundó el 29 de abril de 1713 pero se ha determinado que el día de su celebración sea el 9 de mayo de 1714, porque ese día por primera vez se reunió su Cabildo y se celebraron las primeras elecciones de Alcaldes Ordinarios de Santa Hermandad y demás oficiales estando de antemano nombrados los seis regidores por el Señor Marqués de Santiago y San Felipe de Bejucal, como fundador y principal poblador, constituyendo una de las primeras en los alrededores de La Habana.
En el corazón de la Villa se encontra la legendaria Iglesia Parroquial, el edificio más antiguo existente en la Ciudad. El templo data del año 1722 y en el resalta el estilo Barroco, caracterizado por grandes arcadas en sus seis columnas interiores.
En 1981 fue fundado el Museo Municipal de Bejucal, el edificio fue restaurado parcialmente. Esta edificación fue sede del Cabildo, cárcel y cuartel de tránsito de las tropas españolas. En sus orígenes fue de dos plantas en 1846 como consecuencia del ciclón ocurrido dos años antes se decide remodelarlo y queda de una sola planta, durante la República Mediatizada fue sede de todas las Alcaldías, en los años 60 albergó la administración local.

## Escudo de Bejucal
Desde la fundación de la ciudad en 1714, Bejucal tuvo su propio escudo. No fue hasta 1932 que se estableció el uso de un nuevo escudo, teniendo en cuenta el diseño del escudo original y agregándole elementos del escudo nacional.
Esta propuesta fue presentada por el historiador de Bejucal, Miguel Llompart.
El actual presenta color rojo del campo (sustituyó al color azul de sus orígenes)que significa, según las reglas heráldicas, magnanimidad, celo, justicia y hermosura y también el esmalte que corresponde a los que están obligados al fomento de la agricultura sin dedicarse personalmente a ella.
La corona de marqués, pieza de las más honorables, corresponde a la dignidad del fundador y señor de esta ciudad.
Explica claramente el poder y la autoridad en que estaba revestido.
Los leones representan el arrojo y valentía con que ha sido acometido el enemigo, arrastrando todo el peligro por defender la patria.
La corona mural de oro es el que corresponde a Bejucal por sus gloriosos hechos de armas.
La orla de encima y laurel formada por una parte de la corona cívica y otra con la corona triunfal de los romanos, que también ornamenta el escudo nacional, se pone como símbolo del estado actual republicano.
El color rojo del listón representa guerra, atrevimiento, ardid, fortaleza y vencimiento con sangre y sobre el mismo, de plata se divisa “Todo por Bejucal” como una invitación de sacrificio e interés por el bien de la colectividad municipal.

## Actualidad
El actual municipio ocupa un área de 120 km²/sup. siendo el de menor extensión y el de mayor densidad poblacional de la Provincia de Mayabeque.
Fue la primera villa a la que llegó el primer ferrocarril que se construyó por España en América, en tiempos de la colonia, y en toda Iberoamérica, de La Habana a Bejucal, posteriormente prolongado hasta Güines.
En la llamada "Loma del Padre Testé", cuya sima aloja la "Ciudad de los Niños" se identifica claramente una torre sin iglesia de aproximadamente 12 metros de altura que funge como mirador de la Villa, la cual fue creada en la década de los años 50 por el Padre: Monseñor Ismael Testé y Pérez quien fuera Párroco en Santiago de las Vegas y Bejucal, siendo esta su obra de mayor beneficio y recordación, construida para dar cobijo y estudios de diversos oficios a niños y jóvenes desamparados de la Villa en aquellos años.
Justo frente a esta Loma se encuentra la conocida "Loma del Gobierno" ambas de la Cordillera de Bejucal, que en su cima se encuentra una pequeña atalaya, popularmente conocida como "La Garita" por haber sido creada anteriormente como torre de vigilancia militar, y que ahora funciona también como espléndido mirador de la Villa.

## Orografía e Hidrografía

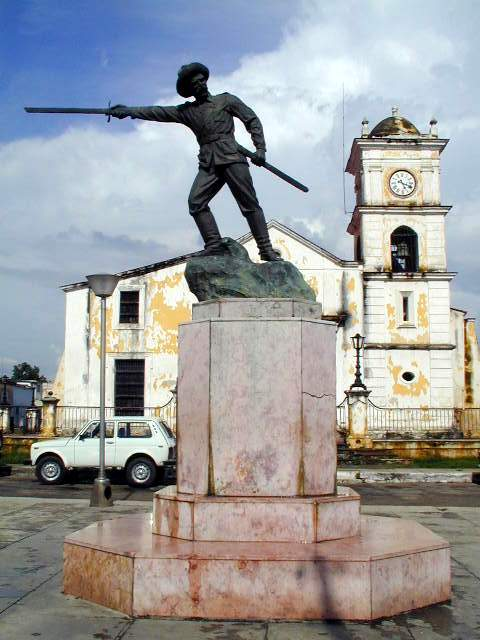
Monumento al Coronel Juan Delgado en la plaza del mismo nombre en Bejucal

El municipio se asienta en el extremo de las alturas de Bejucal-Madruga-Coliseo, incluyendo una parte de las mismas (desde El Volcán), así como territorio de la llanura de la cuenca del Ariguanabo y de la llanura sur.
El territorio es atravesado por el Río Govea que desemboca en la Laguna Ariguanabo y también incluye el embalse "Aguas Claras" de la vertiente sur, sobre el río Aguacate que recibe a los ríos San Antonio de las Vegas y Aguas Verdes y desemboca en las ciénagas de la costa de Batabanó.

## Límites y composición
Bejucal está compuesto por la cabecera municipal que es la ciudad de San Felipe y Santiago de Bejucal y por los poblados de Cuatro Caminos, Buenaventura, Rancho Recreo y Río Hondo.
Limita por el norte con el municipio de Boyeros;
por el este con San José de las Lajas;
al sur con Quivicán;
y al oeste con San Antonio de los Baños.
Bejucal tiene un área de 120,37 km³ y de esta el 90,4% se dedica a la actividad agrícola.
Su relieve por el Norte y Oeste es una llanura; por el Este y Sur las Alturas de Bejucal, constituidas por margas y calizas. Estas elevaciones son de fuertes pendientes y entre ellas se destacan la Ciudad de los Niños.
En las Alturas de Bejucal, en las cimas, a veces muy aplanadas se abren furnias profundas como las de El Gato, El Mambí y otras, que permiten el drenaje subterráneo de tales paisajes cársicos. Los suelos son latosélicos, ondulados y alomados sobre calizas y rocas.

## Historia
Orígenes y comunidades aborígenes de Bejucal:
El territorio de Bejucal, poblado aproximadamente 6 000 años a. C. sirvió de hábitat a grupos humanos que se asentaron en áreas a cielo abierto o en cuevas, las cuales eran utilizadas como viviendas, centros ceremoniales y necrológicos.
Características:
Los rasgos antropológicos de estos primitivos habitantes se refieren a su baja estatura, complexión menuda, cabeza mediana, mandíbula estrecha, nariz ancha, pelo lacio y muy negro, piernas delgadas, piel carmelita clara con tonalidades rojizas. No practicaban la deformación artificial de sus cráneos.
Sus caras eran anchas, los pómulos prominentes, órbitas cuadradas, con ancho espacio interorbital y marcado desgaste de las mesetas de las piezas dentarias. A pesar de que se carece de datos acerca del vestuario utilizado por este grupo humano, se presume que andaban desnudos.
Los hombres, las mujeres y los niños- cuya educación era adquirida a través de la experiencia de los mayores en la vida diaria tenían sus obligaciones. La cooperación entre los miembros del grupo en el desenvolvimiento de sus actividades, era imprescindible.
Los alimentos, los instrumentos y los demás bienes obtenidos con el trabajo de la colectividad eran repartidos por igual entre sus miembros. A este régimen de cooperación de los hombres en el cual le era indispensable vivir agrupados al trabajar y repartir en común los bienes adquiridos, se le ha dado el nombre de comunidad primitiva, el más antiguo régimen social de la historia universal del hombre.

### Topónimos aborígenes
Uno de los indicios que hizo pensar en la existencia de primitivos grupos humanos en la zona que hoy ocupa el municipio de Bejucal, fue la presencia de topónimos aborígenes:
Biajacas: Nombre que corresponde a un pez de agua dulce, familia chromidios que habitan en ríos, arroyos y lagunas. Estaban presentes en la dieta aborigen. Con este nombre aún se conoce una finca donde en el siglo XVIII hubo un ingenio de azúcar.
Babiney: Voz que significa fangal, lodazal con aguas llovedizas. Con este vocablo se conoció una hacienda de crianza en siglos pasados. En la actualidad así se nombra un plan ganadero.
Caguazo: Planta silvestre parecida a la hierba de guinea. Fue una antigua hacienda y actualmente así se conoce un pequeño caserío rural.
Bejucal: Voz que se le daba al lugar donde abundaban los bejucos. Era el nombre de una hacienda de crianza donde se fundó en 1714 la Ciudad de San Felipe y Santiago del Bejucal.

### Descubrimientos
No fue hasta el año 1987 cuando se confirmó científicamente la vida de aborígenes en esta localidad, grupos humanos identificados como Cazadores, Pescadores o Recolectores, Preagroalfareros o Mesolíticos. Esto fue posible gracias a los hallazgos reportados por el grupo espeleológico “Aguas Claras”, quienes mediante colectas superficiales y excavaciones obtuvieron numerosas evidencias correspondientes a la industria lítica y de la concha, hallazgos arqueológicos que confirman la huella de la comunidad aborigen en Bejucal.
A raíz de estos descubrimientos fueron localizados ocho áreas con presencia aborigen, cuatro en cuevas y cuatro a cielo abierto, todos con una gran similitud entre sí. Siendo identificados de la siguiente forma:
1.	Cueva “El Caracol”
2.	Cueva “El Jagüey”
3.	Cueva “El Mamey”
4.	Cueva “La Trampa
5.	Sitio Santa Bárbara
6.	Sitio Biajaca
7.	Sitio La Ceiba
8.	Sitio Govea

### Evidencias arqueológicas
Industria Lítica o de la Piedra:
	Fragmento de majador en basalto rojo
	Morteros en basalto rojo
	Percutores (o fragmentos de estos) en basalto rojo
	Guijarros (o fragmentos de estos)
	Restos de taller
	Lascas de sílex
Industria de la concha:
	31 cuentas de concha, discoidales y con perforación bicónica
	Codakia orbicular
	Restos de concha utilizados como vasija
	Pico de mano elaborado en Strombus
	Strombus gigas
	Siguas
Restos humanos:
	6 piezas dentarias humanas
	Fragmento de mandíbula
	Fragmentos de cráneo humano sometido al fuego
	Tarsos y metatarsos
Aseguran numerosos investigadores que estos aborígenes no tuvieron contacto con los conquistadores pues fueron desplazados hacia las regiones más occidentales del país por nuevas oleadas migratorias con un mayor desarrollo en la agricultura, la alfarería, la religión y el arte.
Al respecto el historiador bejucaleño Manuel Mariano Acosta refiere en 1830:
“A los dos siglos justos de conquistada esta isla vino a comenzarse este pueblo y en ese intervalo diversas causas han hecho desaparecer la raza indígena pura, de la que sin embargo, quedan visibles vestigios en bastantes familias”.

## Período de las comunidades aborígenes de Bejucal
Con la llegada de los europeos, el paisaje bejucaleño era de bosques extensos con una tupida vegetación que cubría prácticamente todos los rincones. La Flora era muy variada representada por árboles frutales y maderable (Caoba, Majagua, Cedro, Roble y otros), también vegetales, viandas, plantas medicinales, raíces y tubérculos comestibles así como una bella floresta.
El clima era cálido tropical, con un alto grado de humedad propio al valle en que se encuentra situado e influenciado por grandes precipitaciones y las características del relieve el cual se inserta en la cadena orográfica de las alturas Bejucal-Madruga-Coliseo, donde existen elevaciones de hasta 300 m sobre el nivel del mar.
Algunos historiadores plantean que los primeros habitantes de Cuba llegaron hace más de 6000 años a. C., navegando desde Suramérica a Norteamérica aprovechando las corrientes marinas de superficie en el área del Caribe o del Golfo de México, quizás por el archipiélago de las Bahamas por la disposición de su plataforma.
Estos primitivos habitantes sustentaban la economía en la caza, pesca y recolección de productos terrestres o mariscos, para ello confeccionaban rústicos instrumentos de trabajo elaborados en conchas y piedras con lo que realizaban las labores diarias como cortar, punzar y triturar.
Los sitios arqueológicos denotan un período más largo de habilidad, se encuentran ubicados generalmente en zonas donde se facilitaban las principales actividades productivas especialmente la recolección de moluscos, crustáceos y la pesca.
Así son numerosos los sitios en cuevas y farallones cercanos a las costas pero no se excluye la posibilidad de que algunas construyeron abrigos de ramajes u otras viviendas y que habitaron tierra adentro.
Las causas que provocaron que los primitivos habitantes decidieran vivir tierra adentro oscilaban entre las inclemencias del tiempo, las oleadas de insectos en las costas y los ataques de otras tribus, además del constante movimiento que mantenían para buscar las fuentes de alimentación necesaria para la supervivencia.

## Fundación de la Ciudad
La Villa de San Felipe y Santiago del Bejucal fue fundada en 1713 (siglo XVIII) por el capitán Juan Núñez de Castilla, oriundo de Granada, España, quien solicitó al Rey en carta del 5 de julio de 1710 la fundación de la ciudad señorial.
Para este fin Núñez de Castilla había comprado en 1710 a Francisca de la Puerta el corral de San Juan del Bejucal y de inmediato inició la parcelación conforme al plano que para la ciudad trazara el alférez e ingeniero Pedro Menéndez Márquez.
Así, San Felipe y Santiago del Bejucal se fundó el 29 de abril de 1713 pero se ha determinado que el día de su celebración sea el 9 de mayo de 1714, porque ese día por primera vez se reunió su Cabildo y se celebraron las primeras elecciones de Alcaldes Ordinarios de Santa Hermandad y demás oficiales estando de antemano nombrados los seis regidores por el Señor Marqués de Santiago y San Felipe de Bejucal, como fundador y principal poblador, constituyendo una de las primeras en los alrededores de La Habana. Era una de las 23 jurisdicciones o Tenencias de Gobierno en las que se dividía la isla.
Hasta 1874 el territorio jurisdiccional abarcaba gran parte del centro sur de La Habana, incluyendo Quivicán, San Antonio de las Vegas y Batabanó, hasta la Isla de Pinos. En 1879, al crearse las provincias cubanas, se convierte en un municipio de la Provincia de La Habana y se separan en municipios independientes Quivicán, La Salud, San Antonio de las Vegas y Batabanó.
En los primeros años del siglo XX Bejucal adsorbió nuevamente los barrios de La Salud y Quivicán que fueron restablecidos posteriormente. Entre 1931 y 1943 Bejucal cedió los barrios de Delicias, Güiro Marrero y pueblo de Quivicán, para formar el municipio de Quivicán.
Entre 1963 y 1970, el municipio de Bejucal formaba parte del Regional Ariguanabo con cabecera en San Antonio de los Baños.
Entre 1970 y 1976 formó parte del Regional Quivicán.
Entre las personalidades históricas de Bejucal se destaca:
Guerra de Independencia:
       Coronel Juan Delgado Gonzáles (1868-1898), Mártir del Ejército Libertador, patriota insigne de la Provincia de Mayabeque, quien rescatara el cadáver del General Antonio Maceo caído en poder de las tropas españolas durante la Guerra de Independencia, el 7 de diciembre de 1896.
	Francisco Campos Marquetti, farmacéutico, poeta y colaborador con la causa independista, no es natural de Bejucal sin embargo es considerado como un coterráneo adoptivo
	Arturo Cunill y Pérez, el Apóstol elogia a la Sociedad de Socorros Mutuos “Los Hijos del Pueblo”, fundada en el exilio por el bejucaleño Arturo Cunill y Pérez que junto a José Dolores Poyo, Fernando Figueredo Socarrás y Fermín Valdés Domínguez, entre otros, la habían creado con la finalidad de recaudar fondos y medicinas para la lucha por la libertad en Cuba.
	Don José González Curbelo, el brigadier en plena contienda, es designado por el Partido Revolucionario Cubano para preparar la guerra en Pinar del Río. Se incorpora a la causa independentista en la manigua con 64 años de edad. Anteriormente había fundado la Orden Fraternal "Caballero de la Luz" en Filadelfia un 9 de mayo de 1873, mentor y guía de Don José de la Luz y Caballero. El ilustre cubano se daba a la tarea de fundar o c rear una institución de socorros mutuos, que al mismo tiempo trabajara por la independencia de Cuba y al efecto convoca a un grupo de patriotas residentes en la ciudad de Filadelfia, en los Estados Unidos, reuniéndose el 20 de abril de 1873 a fin de hacer los preparativos para la fundación de una asociación secreta de socorro mutuos que denominaron ¨La Luz¨.
	Arturo Comas Pons, vinculado al Apóstol cubano José Martí;  joven agrónomo, periodista, poeta e inventor del “velocípedo aéreo” para fines bélicos, el cual podría lanzar bombas sobre las tropas españolas.

## Tradiciones
Bejucal cuenta con una de las tres fiestas populares de mayor tradición del país: Las Charangas de Bejucal, manantial de tradiciones, han barrido las calles de este pueblo con ardientes músicos, bailables, espectáculos, con un sabor brusco a lo bejucaleño, con un toque pintoresco de los tambores viejos con ritmo inigualado y la esencia de "La Musicanga" y "Los Malayos" que hoy se conocen como los bandos "Ceiba de Plata" y "La Espina de Oro" cada uno con sus personajes carismáticos que la juventud recuerda.
Reconocido es también en esta fecha dando apertura a la fiesta charanguera "El baile del cabildo" en la plaza de la Iglesia donde se expone el folclor cubano desde sus orígenes, con el despliegue de las danzas afrocubanas y la contradanza española, así como el toque de "Los Tambores de Bejucal" con una muestra de la comparsa de Regla.
Bejucal ha hecho a sus charangas y las charangas han hecho a Bejucal.
Al rayar el 1840 ya se había organizado los habitantes en dos bandos que pugnaban por estar mejor representados y ser más numerosos en las mencionadas misas siendo así que surgieron Los Malayos y La Musicanga.
Bando de Los Malayos formados por españoles y criollos portadores de tradiciones festivas y culturales europeas siendo hoy el color rojo representado por una carroza y una conga llamada "La espina de Oro" simbolizado por “El Gallo”.
El otro bando, La Musicanga arrastraba a los negros con una exposición de alegría cantos y bailes, que fue señalada como “música ratonera y de mala suerte”, su color es azul, su nombre actual La Ceiba de Plata, su símbolo “El Alacrán”.
Cada bando tenía sus músicos con tambores y creaban sus estribillos zalameros, burlones, pícaros que se cantaban de un bando a otro.
La conga es parte esencial de las fiestas. Se ha llegado a decir “si no hay conga no hay charanga”, con sus adornos, banderas, disfraces, faroles, personajes y fuegos artificiales para seguir la tradición. La conga de sabor, ritmo, alegría con sus voces, instrumentos, timbres, melodías, géneros y estilos siempre con una creatividad de cada bando con un diálogo que se entabla en el coro popular que arrolla tras de los músicos y el improvisador o la trompeta, prueba la raíz colectiva de la música charanguera.
José de la Concepción Macareño conocido como Solvé, fue el último exponente genuino en el año 1988 como el pregonero que supo conquistarse al pueblo bejucaleño durante más de medio siglo. Otro personaje danzante de más arraigo en las charangas y que ha llegado a la actualidades la Kulona, figura que remonta al lejano congo con su vestimenta de fibras vegetales, collares cuencas, adornos diversos y su esencial tocando unos cuernos en la cabeza con mucho colorido en el rostro que expresaban aspecto primitivo salvaje.
También las mojicangas, personaje vestido igualmente en fibras naturales o harapos y rostro descubierto, su danza es más animada que la del resto de las figuras en la actualidad tiene atributos que la distinguen de los demás con paraguas cubiertas de trapos y al cuello y a la cintura, collares y cintas.
En 1912 hace su aparición una de las más estables y populares figuras de los paseos charangueros, "La Macorina" con un disfraz muy espectacular que llevaba consigo una careta, una sombrilla, un pañuelo en la cabeza y otro en la mano saludando al público y que ha sido causante de melodías populares reconocidas a nivel mundial con su nombre propio.
Todos estos personajes alegran las fiestas arrollando las calles cantando y expresando melodías.
Celebración especial del 2 de febrero: Hermosa tradición representan las católicas fiestas del 2 de febrero en homenaje a la Virgen de la Candelaria, patrona de los canarios inmigrantes y de todos los bejucaleños por extensión.

## Historia del Ferrocarril Habana-Bejucal.
El 19 de noviembre de 1837, en Bejucal, La Habana, Cuba, se inaugura el tramo Habana-Bejucal, cual formaba parte del primer ferrocarril construido por España en el Nuevo Mundo, que constituyó a su vez el pionero en Iberoamérica, el segundo en el continente americano y el séptimo a nivel mundial.
Actualmente en Bejucal, en los altos de la Estación de Ferrocarril que aún presta sus servicios, existe el Museo Ferroviario más antiguo de Iberoamérica que ofrece al público una colección de antiguas piezas ferroviarias originales,  recordando lo que fue el inolvidable día en que el camino de hierro vislumbró el desarrollo industrial, en un trabajo mancomunado de la Corona Española y grandes hacendados criollos de entonces.
El tramo de la vía Habana–Bejucal resultaba, sin duda el más complejo de todo el proyecto. La elevación de Bejucal sobre La Habana era de 320 pies en 16 millas, por lo que en ocasiones se hacía difícil obtener planos de 30 pies de inclinación. Las desigualdades del terreno demandaban complicados trabajos de infraestructura; resultaba necesario elevar terraplenes, rebajar lomas e incluso horadarlas. Incluía, también, la construcción de diversos puentes, uno de ellos sobre el río Almendares exigió la utilización de 200 pilares de cantería importados de Estados Unidos.
Las líneas se tendían sobre una capa de balastro de seis pulgadas de espesor, que garantizaría un drenaje adecuado. Aunque estaba previsto que los raíles se colocarían sobre traviesas de madera, la quiebra de los contratistas que habrían de suministrarlas obligó a sustituirlas por similares de cantería. Estos bancos de piedra de 7,5 pies de largo por 2 de ancho y 1,5 de grueso, se colocaban a una distancia de 12 pies entre uno y otro.
En su construcción se emplearon esclavos (principalmente de origen africano), negros libertos, criollos, chinos, yucatecos (convictos mexicanos), irlandeses procedentes de Estados Unidos y naturales de las Islas Canarias, personal que frecuentemente se sublevó por el maltrato y la explotación a la que fue sometido.
En ocasión del santo de la Reina Isabel II, el 19 de noviembre de 1837, la “Real Junta de Fomento” inauguró solemnemente el Ferrocarril. A las 8:00 de la mañana salió el primer tren entre La Habana y Bejucal. Fue vital su implementación para la industria azucarera.
El tren partía de la estación de Garcini, exactamente en la cuadra situada en la calle de Oquendo entre Estrella y Maloja, próxima a la Capital, con varios carros y unos 70 pasajeros, entre ellos importantes autoridades de la colonia, y fue recibida en Bejucal por el Alcalde Corregidor y otras personalidades del lugar. El precio de la primera clase fue de 20 reales, los de tercera 5. El segundo viaje partió a las 2:00 de la tarde con iguales condiciones.
Aquel primer viaje entre La Habana y Bejucal se produjo en una mañana invernal y lluviosa, lo que no impidió la aglomeración del público a lo largo de seis y media leguas (unos 35 kilómetros), asombrado de observar el paso del convoy despidiendo una humareda negra por su chimenea.
El ferrocarril Habana – Bejucal fue un increíble triunfo tecnológico mundial. Su precio, en hombres, 12 muertos por kilómetro, un cadáver cada 83 metros.
Para un mayor conocimiento del transporte ferroviario en el país y el accionar de sus trabajadores, puede visitarse el Museo Ferroviario (patrimonio local) existente en los altos de la Estación de Bejucal, único de su tipo en la Antilla Mayor, además del situado en Ciudad de La Habana, considerado Museo Nacional.
Cuba cuenta hoy con una red ferroviaria que cubre todo el territorio nacional. En los últimos tiempos el ferrocarril cubano ha sido objeto de importantes remodelaciones. En el año 1990, la longitud de la red era de 4 881 kilómetros.
Así, el Museo en los altos de la Estación Ferroviaria (aún en funcionamiento), anexo al Museo de la ciudad de Bejucal, atesora una modesta muestra conservada gracias a muchas manos e inteligencias anónimas de lo que ha representado para la humanidad el camino de hierro.
La estación ferroviaria es Monumento Local desde el año 1997.

## Personalidades destacadas de la cultura y el deporte
Teatro:
  Juan J Barona,(1929- 2013). Fundador a partir del 10 de agosto de 1944 de la Compañía Juvenil de Bejucal, colaborando con cuanto movimiento artístico y cultural se ha producido en todos estos años en dicho municipio. Crea y dirige el Grupo Blanca Becerra (Fundado en 1944), ha llevado a escena zarzuelas, sainetes líricos, bufos, vernáculos, populares y costumbristas.
  Carlos Díaz Alfonso: (1955) director general Teatro El Público. Graduado en la especialidad de Teatrología de la Facultad de Artes Escénicas del Instituto Superior de Arte, se ha convertido en uno de los nombres más celebrados y polémicos de la escena cubana. Su teatro, mezcla de discursos y lenguajes contemporáneos en una dimensión multidisciplinaria, ha convocado no solo a actores, dramaturgos y diseñadores, sino también músicos, artistas de la plástica en general, coreógrafos y bailarines.
Andrés "Andy" García, artista de cine, ganador del Óscar.
Música:
  Zoraida Marrero: (1911-2004). Una de las mejores intérpretes de las obras de Ernesto Lecuona, Gonzalo Roig y Rodrigo Prats. A ella se debe el estreno en Cuba de las zarzuelas españolas Luisa Fernanda y Doña Francisquita. En 1937 actuó en La revista azul, de Lecuona, en el teatro Auditorium (hoy Teatro Auditorium Amadeo Roldán), con la compañía de Ernesto Lecuona, junto a Rita Montaner, Maruja González Linares, Hortensia Coalla, Tomasita Núñez, Graciela Santos, Margarita Díaz, Georgina Du Bouchet, Constantino Pérez, Emilio Medrano, Panchito Naya, así como los actores Blanquita Becerra, Paco Lara, María Pardo, Eddy López, Federico Piñeiro, y los bailarines Julia y Eduardo Muñoz (El Sevillanito), Carmita Ortiz y Julio Richard. También participó en los shows del cabaret Tropicana, junto a Nat King Cole, Chiquita and Johnson, Los chavales de España, Billy Daniela, y las orquestas de Senén Suárez y Armando Romeo. Realizó presentaciones en varios países de América Latina que aún recuerdan sus caracterizaciones de las zarzuelas Cecilia Valdés, Amalia Batista, La verbena de la paloma, y la interpretación que hiciera de las canciones con música de Lecuona: "Te he visto pasar y no es por ti".
Durante varios años trabajó en Argentina, en 1944 se presentó en Colombia, donde debutó en La Voz de Antioquia, de Medellín, y en los teatros Junín, Bolívar, María Victoria y el municipal de Bogotá.
  María Eugenia Barrios:(1940) Soprano de la ópera de Cuba. Doctora en Ciencias sobre Arte del Instituto Superior de Arte (ISA), una de las voces más elogiadas del arte lírico cubano. Celebrada por sus apariciones en personajes tan diversos como los roles protagónicos de Madame Butterfly o Cavalleria rusticana.
  María Esther Pérez:(1953) Soprano de la ópera de Cuba y el Teatro Lírico Nacional. Gran Premio de Canto del Festival Artístico de Amistad primavera de Pyong-Yang, República Democrática de Corea, 1999.Se destacan sus interpretaciones en Fausto (Margarita), La Traviata (Violeta), Cecilia Valdés (Cecilia), María La O (María), Amalia Batista (Amalia), La viuda alegre y los ciclos de canciones de Ernesto Lecuona, Schumann y Manual de Falla.
  Bárbara Llanes Zertucha: (1970) Soprano de reconocida fama internacional. Artista Profesional de Música Lírica. Soprano. Actualmente es solista del Centro Nacional de Música de Concierto adjunto a la Filarmónica Nacional de Cuba e imparte clases de Canto en el Instituto Superior de Arte, Cuba.
  Robelio Pérez López: (1931)Director de "Los Tambores de Bejucal" agrupación de música folclórica creada en 1963. Cultivador de la Conga, género musical que le mereció el galardón y el Mozambique, un ritmo cubano que contiene elementos de él; la primera y a su vez ambos son parte del legado cultural de sus antepasados africanos. Maestro en la percusión. Es miembro de la Unión de Escritores y Artistas de Cuba (UNEAC) desde junio de 1999. Además del Premio de la Cultura Comunitaria.
  Juan Mercado: Director de la primera Banda Infantil de Música
  Pablo Contreras: Músico y cantante bejucaleño reconocido.
  Aída Zertucha Palma: Directora del coro municipal. Premio Nacional Olga Alonso (2004).
  Nelson Marchena: Compositor y arreglista.
  Juan Carlos Alfonso Roríguez:(1963) Destacado músico cubano, se desempeña como pianista, compositor, arreglista y director de orquesta. Estudió en el Conservatorio Alejandro García Caturla y la Escuela de Superación Profesional Ignacio Cervantes. De Armando Romeu recibió cursos de orquestación. A inicios de los años 80 integró el conjunto Colonial, luego pasó a la Orquesta Revé. En 1984 funda y dirige la Orquesta Nacional "Dan Den".
  Mario Miguel García Pina:(1982) Cantante, músico, compositor y arreglista. En 1995 formó parte del grupo “Rosa Náutica”. En 1999 integra la agrupación “Áspid” del género punk-rock como guitarra líder, voz y composición, pasando a formar parte de la Asociación Hermanos Saíz.
Luego funda la agrupación “Marana Thá” de carácter religioso haciendo música que gira sobre la línea del pop-rock, alcanzando marcada importancia en los escenarios eclesiásticos.
En el 2002 participar como cantautor en la Jornada Mundial de la Juventud con sede en Toronto, Canadá. En el 2004 crea una nueva agrupación llamada “No Parqueo” trabajando la línea de la música fusión. Es artista invitado de la agrupación “Partes Privadas” en la gala del Cubadisco 2004. En el 2005 Integra el dúo “Atróvate” junto a la cantante Dánae Argudín con temas de su autoría. En el 2007 ambos se unen con Noslen García como trío llamado “Despeja X”, tiene su primera presentación en público en la peña del trovador Manuel Argudín, realizada en la ACDAM (Agencia Cubana de Derechos de Autor Musical), compartiendo escenario con importantes músicos cubanos como Gerardo Alfonso, Frank Fernández, Pepe Ordaz, Augusto Blanca, Vicente Feliú, Alejandro Valdés, entre otros.
Continúa el proyecto de trova-fusión actualmente nombrado “Enfusión” agrupación musical bejucaleña que fusiona la trova en una estilística que pretende mezclar y abarcar diversos ritmos y sonoridades tanto nacionales o foráneos como el jazz, el funky y el blues.
  Noslen García Porrúa: (1985) Joven músico cubano, graduado de la Escuela de Instructores de Arte de San Antonio de los Baños. Creador de las agrupaciones musicales 13 de Marzo, Despeja X y ENFUSION. Director, compositor y cantante de "ENFUSIÓ", agrupación musical Bejucaleña creada en el 2007.
Literatura:
  Félix Pita Rodríguez (1909-1990)Poeta, narrador, ensayista, autor teatral, periodista, crítico literario, traductor, escritor de radio y televisión.  Vicepresidente de la UNEAC y Presidente de su Sección de Literatura.
En 1985, como reconocimiento a la totalidad de su obra, obtuvo el Premio Nacional de Literatura, y en 1986 el Premio de la Crítica por su libro De sueños y memorias.En compañía de Juan Marinello, Alejo Carpentier y Nicolás Guillén formó parte en 1937 de la delegación cubana al II Congreso de Intelectuales para la Defensa de la Cultura que en plena guerra civil española tuvo lugar en Valencia, Madrid, Barcelona y París. Visitó Bélgica en 1938 y de regreso a París se desempeñó como Jefe de Redacción del diario La voz de Madrid (1938-39).
En 1946 obtuvo el Premio Internacional «Hernández Catá» –el más prestigioso de los convocados en Cuba para cuentistas- con su relato "Cosme y Damián". Como autor de radio y televisión se desempeñó con posterioridad en Buenos Aires (1949) y Caracas (1958-59).
  Omar Felipe Mauri (1959). Ingresó en la UNEAC en 1987. Escritor, narrador destacado por su vida artística en la cual ha logrado grandes méritos como escritor de libros, además de contar con publicaciones para la prensa nacional. Premio Nacional de Literatura Infantil "La Edad de Oro" por su libro de cuentos "Alguien borra las estrellas" (1993, con dos ediciones, y premiado con "La Rosa Blanca" de la UNEAC en 1997) y en 1995 con "Cuentos para no creer". Actualmente es el presidente de la UNEAC en la provincia de La Habana. Licenciado en Educación en Español Literatura, ISP Enrique José Varona, 1982.Ha fundado y dirigido la colección literaria "Valle", de Bejucal, la Editorial "La puerta de papel", en La Habana, así como el Suplemento Cultural "Tertulia H", del periódico provincial El Habanero.
  Aisnara Perera Díaz (1967) Doctora en Ciencias Históricas. Miembro de la UNHIC(1998). Asesora Literaria e Investigadora Agregada del Sectorial Municipal de Cultura de Bejucal. Miembro del Consejo de Redacción de la Revista "Habáname". (1999). Miembro del Seminario Permanente Hispanocubano de Historia de la Familia y Cambio Social, auspiciado por la Universidad de Murcia y el Centro de Estudio y Desarrollo de la Cultura Cubana “Juan Marinello”. (2000). Miembro del Consejo Científico Asesor de la Dirección Provincial de Cultura de La Habana. (2006). Escritora de importantes publicaciones de artículos y nombrados Libros. Ostenta decenas de Premios y reconocimientos Nacionales por sus creaciones literaria.
  Armando Landa Vázquez: Poeta y escritor bejucaleño con dotes de ensayista. Miembro de la Asociación Hermanos Saíz. Ha sido publicado sus trabajos en varias revistas nacionales y extranjeras. Premiado por la Gaceta Ferdinandea de Italia en varias ocasiones. Premio en el Encuentro Debate Provincial de Talleres Literarios en el género poesía y mención especial en el encuentro Debate Nacional de Talleres Literarios, 1999. Mención en Concurso David de la UNEAC (2001) y 2002, mención en poesía escrita del Segundo Premio Nosside Caribe, 2001. Tiene publicados los libros Las fragancias malditas del lirio (2000, Ediciones Tarot), "Las claras anunciaciones" (2002, Ediciones El Abra) y "Zumbar de malditos" (2003, Editorial Unicornio) con el que obtuvo el premio Luigi de Capuana que otorga la gaceta Ferdinandea, en el 2007, 53 Visitas al Monte Fuji (2008, Editorial Unicornio).
  Misael Aguilar: (1973) Poeta y escritor. Ha sido merecedor de numerosas distinciones tales como: Premio Félix Pita Rodríguez, premio Revista Habaname, premio José María Martínez, premio Mina Pérez, premio Vicentina Antuña, premio Rafael Rubiera in memoriam, 1.er premio (poesía- Julio Carrasco- 2006). Ha publicado varios libros entre los cuales se encuentran: Cuaderno de Clara Estrella, El deterioro y la nostalgia, Las márgenes de la noche.
Nelson Pérez Barosso Delgado ecsritor, maestro.  Director de varios programas de desarrollo de empleos. 
Plástica:
  Mirta Cerra Herrera: (1904-1986) Artista de la Plástica reconocida Internacionalmente, desarrollando tendencias del naturalismo al cubanismo. También hay influencia de Amelia Peláez y de quien más toma es de Cezanno. Su creación es plenamente libre y ha sido demostrado cuando ella expresa: "Pinto lo que quiero". Estudia desde 1928 a 1934 en la Academia de San Alejandro en La Habana; de 1935 a 1936 en la Art Students League de Nueva York, Estados Unidos. Sus colecciones se encuentran en diferentes lugares del mundo destacándose en el Museo Nacional de Bellas Artes en La Habana, Cuba y del Museum of Arts and Science, Daytona Beach, Florida, Estados Unidos. La Cultura Cubana reconoce su obra otorgándole al final de sus días la Distinción por la Cultura Nacional. Su nombre lo ostenta la Galería de Artes de Bejucal.
  José Manuel Mederos Sigler. (1949)Mederox Pintor y Poeta; inspirado en las tradiciones afrocubanas, es un artista autodidacta con una imaginación poética. Su técnica de elaboración de imágenes en la parte posterior de prensado en una tabla previamente impregnado con tinta de impresión de papel, produce obras que son ricos y altamente texturado. Ha mostrado su obra en exposiciones individuales en Cuba, España, México y EE. UU. Él es parte de las colecciones permanentes en el Instituto Valenciano de Arte Moderno (IVAM) y el Museo Valenciano del Papel. Es miembro de la Unión de Escritores y Artistas de Cuba (UNEAC).
  José Antonio Pantoja Hernández: (1971)"Pantoja" Artista plástico autodidacta; recibió desde niño el aprendizaje como carpintero y ebanista. Su interés se volvió a la pintura y la escultura, buscó inspiración visual en una pequeña colección de libros de arte principalmente de maestros de arte como Rembrandt, Goya, Dalí y Repin. Desde joven es muy valorada sus pinturas y esculturas en su pueblo natal, participando en diferentes exposiciones en la Galería de arte "Mirta Cerra", y en el museo municipal. A partir del 2002 exhibe sus obras en "El Paseo del Prado"; su obra incisiva que plasma la realidad cubana, se convierte en significativos temas aparentemente surrealista y sombríos. Finalmente, comienza a pintar lo que él llama "Los errores de la Revolución". En el 2011 presenta su colección en el Museo de la Ciudad de Querétaro en México. Hoy vive y expone sus colecciones en Tulsa, Oklahoma.
  Alberto Famadas Garcías: (1972) Estudio en la escuela nacional de teatro de La Habana, donde después  impartió clases, también fue profesor de diseño teatral en la  escuela cubana de instructores de arte. Es un artista de la plástica  autodidacta  y se nutre de su formación teatral para convertir su obra en interdisciplinaria. Pintura, escultura, poesía, performance convergen en un mismo hecho artístico. En 2002 crea el pseudo  grupo Art-Zurdo  partiendo de la idea de que varias  personalidades artísticas coexisten dentro de su cuerpo. Dentro de sus múltiples exposiciones colectivas se encuentran varias  participaciones  y premios en el Salón “Habana”  que lo llevó dos veces al  salón de premiados en el Centro de Desarrollo de las Artes Visuales de Cuba,  en el 2007 recibió la residencia P.E.R.R.O de Aglutinador–laboratorio de La Habana y la Fundación HIVOS, Holanda y en el 2008 recibe la beca “Archipiélago” de la Asociación Hermanos Saís organización que agrupa a  los jóvenes artistas en  Cuba. Actualmente vive y expone su obra en el DF, México.
  Juan José Pérez Marrero: (1963) Conocido como Días-Marrero, es pintor y ceramista. En 1986 ingresa en la Brigada Hermanos Sains. Realiza múltiples exposiciones en Galería de Arte provincial, nacional e incluso Internacional. En 1994 participa en la exposición de creadores cubanos en Ontinyent Valencia, en la Galería la Pell de Bonn. Noveno Salón Eduardo Abela. SAP y en 1997 Exposición de Pintores vivos y muertos en Valencia España. Sus obras se exponen en Honduras, en España y otros galerías más.
  Alaín Martínez Negrín: (1970) Pintor que traza en sus pinturas un camino promisorio y de alta complejidad. No es pintura surrealista, en su concepto universal, sino el surrealismo maravilloso de Latinoamérica: la imaginería y la sorpresa; el deslumbramiento y lo real maravilloso de la realidad americana. Lo más apreciable en su obra es la distinción prudente que existe, la distancia que toma de la realidad. Sus referencias subrayan atmósferas, estados de ánimo, sentimientos reflejados y hasta símbolos que incluyen cierta preocupación por tal realidad. Son obras elaboradas con sobriedad de colores y luces, a medio camino entre el drama y la comedia, lo irreal y lo cotidiano,  el sueño y la realidad.
Tatuaje artístico (Tattoo):
  Rubén Darío Esquivel (1985) Graduado de la Escuela Provincial de Instructores de Arte (EIA). Ha presentado sus obras plásticas en varias exposiciones personales y colectivas en Galerías Nacionales. Se ha especializado en Tattoo donde también ha sido premiado por su talento en el Tatuaje artístico. Es además compositor e intérprete de su música, tras una elogiosa trayectoria como joven pintor y promotor cultural. Agrada notar el lirismo y la seguridad interpretativa que emanan su disco "Botiquín". Con su mensaje, estilo y figura sugiere un aporte para el reflote del Rap cubano.
  Nilo Sevilla: Artista de la plástica del Tattoo, reconocido por su arte.
Fotografía:
  Rafael Valiente: (1964)Graduado en el Instituto de Diseño Industrial IPDI, en la especialidad de Diseño Informacional.
Fotógrafo - Diseñador Gráfico - Realizador de Vídeos - Promotor Cultural. Con exposiciones personales y colectivas en Cuba, Alemania, Chile, Uruguay. Ha recibido Premios y distinciones.
  Felipe Rouco Llompart: (1959) Prestigioso fotógrafo bejucaleño. En 1995, cursó Talleres de Cine y Vídeo Científico en la Escuela Internacional de Cine de San Antonio de los Baños. Miembro activo de la UNEAC desde el año 1996. Premio de Fotografía en varios certámenes.
Deporte:
  Mario Pedroso Rodríguez, (el Yeje) fue maestro formador de atletas de Béisbol, fútbol y Atletismo; activista deportivo, profesor de Educación Física y constructor de las Instalaciones Deportivas. Entrenador deportivo de varias generaciones de peloteros.
  Romelio Martínez Hernández. (1965)Campeón panamericano de béisbol de 1991 en La Habana y uno de los Slugger más renombrados del Béisbol Cubano, con un promedio de home run cada 12 veces al bate lo hicieron un bateador destacado.
Comenzó en la vida deportiva a la edad de nueve años. Su primer entrenador fue el desaparecido Bejucaleño Mario Pedroso (el Yeje).
Aparece empatado con el Gigante del Escambray Antonio Muñoz Hernández en las casillas 4-5, con un total de 370 vuela cercas, fue un jardinero con un gran poder al bate, y en solo 15 Series Nacionales compiló esta friolera de batazos, por demás la conexión que más estremece los graderíos de los estadios de béisbol.
Trayectoria deportiva en Torneos municipales, regionales, provinciales y nacionales en las categorías 13-14 y 15-16 juveniles hasta las series nacionales. Series nacionales: 15. Selectivas 13. Súper selectivas 3. Copa revolución 2.
Terminó su carrera con un promedio ofensivo de 271, producto de mil 289 hits en cuatro mil 752 comparecencias al home-plate, incluidos 174 dobles, seis triples y pisó la goma en 972 oportunidades.
En la XXXI Serie Nacional (1992) quedó líder en jonrones con 19.Disparó su jonrón 100 en nuestros clásicos frente al tunero José Miguel Báez en el estadio Nelson Fernández, de San José de las Lajas, el 8 de marzo de 1988. Actualmente es retirado del béisbol y trabaja en el INDER Provincial.
  Miguel Valladares Faulín, introdujo el Baloncesto, el Fútbol, el Voleibol, así como fue el máximo impulsor de la práctica del Ajedrez en Bejucal; tanto auge tomó el deporte de los trebejos en el municipio que hasta el genial José Raúl Capablanca ofreció simultáneas en el antiguo Liceo de Bejucal, sociedad recreativo-cultural que marcó pautas en la organización de eventos deportivos.
  Pastor Dorbicnik, promovió incansablemente la práctica del atletismo preparó a innumerables atletas de relevancia nacional e internacional y él mismo fue un gran atleta que a finales de la década de 1920 ganó una carrera de 100 metros en la que el rival fue un caballo de pura raza.
  Equipo de Baloncesto bejucaleño 1950. Campeón Nacional de Baloncesto fue el deporte de mayor resultados en el municipio antes del triunfo de la Revolución, donde el equipo local logró ocupar el segundo lugar nacional, en las categorías escolares y obtuvo el Campeonato Nacional a mediados de 1950. Antes de 1959 la máxima figura del deporte bejucaleño fue la baloncestista Lourdes Pérez otrora integrante del equipo Cuba.
  Olirio Bocanegra, destacado deportista Nacional en el béisbol
  Teodoro Pérez, destacado deportista en el baloncesto Nacional.
  Manuel Rodríguez Vento: Campeón de Cuba en carreras de maratón en la década de 1960, representante del país en los Juegos Centroamericanos y del Caribe en 1962 y en otros muchos eventos internacionales.
  Miguel Ángel Acosta Lemus: Tercer lugar Panamericanos de Jockey sobre césped en La Habana 1991, integrante del equipo Cuba a torneos juveniles y de mayores.
 Morales Colón: Campeón de la Copa Internacional de Béisbol de Barcelona 1991, jugador de buenas manos para fildear, cuyo promedio de fildeo por más de 10 Series Nacionales lo sitúa entre los mejores torpederos del país.
  Tomás González Barrios: Único atleta olímpico con que cuenta el municipio hasta la fecha; asistió a las olimpiadas de Moscú 80, representó a Cuba en múltiples eventos internacionales como atleta de las pruebas de 100 y 200 metros planos asó como el relevo de 4 x 100 metros en el atletismo.

## Nacionales
En Bejucal está situada la Sede Provincial de La Unión de Escritores y Artistas de Cuba (UNEAC).
Polo Científico-Industrial:
. Cuenta con un importante desarrollo científico industrial con el complejo BIOCEN (Centro Nacional de Biopreparados) en la producción de vacunas y biofármacos, integrado en el Polo Biotecnológico de La Habana.
. Centro Nacional para la Producción de Animales de Laboratorio (CENPALAB). Es una institución científica productiva, que aborda de manera integral la ciencia de los animales de laboratorio a partir de la elaboración de normativas para la producción, manejo, uso y cuidado de los biomodelos experimentales (convencionales y gnotobióticos), su calidad higiénico sanitaria y genética y sus diferentes tecnologías asociadas.
En el centro se producen o mantienen en bancos genéticos, biomodelos experimentales de: ratones, ratas, hámster, gérbil, conejos, perros y primates. Se destaca el desarrollo de animales híbridos que han permitido el aseguramiento de la calidad necesarios para transferencias de tecnologías de Cuba a otros países, así como la producción de productos biotecnológicos con alto impacto social y económicos como la Eritropoyetina humana recombinante.
Son destacables los avances alcanzados en el estudio preclínico de la eritropoyetina como neuroprotector contra el Infarto cerebral isquémico en su fase aguda. Produce también alimentos concentrados en forma de granulados y harinas para: ratas y ratones, conejos, perros, primates, ovejas, polluelos, pollos, codorniz, camarón y equinos.
Además obtiene productos biológicos como medios de diagnóstico, vacunas, sueros totales, inmunoglobulinas y anti-inmunoglobulinas, anticuerpos monoclonales.
Produce equipos especializados como: autómatas programables para el control automático de procesos, sistemas de aisladores, puertas herméticas y sistemas para vivarios. Entre los servicios prestados por CENPALAB se encuentra las pruebas de toxicología experimental para evaluar en los animales el riesgo y beneficio de aquellas moléculas y componentes de una nueva vacuna o fármaco, requisito obligatorio antes de pasar a las fases que terminan con el registro y comercialización de cualquier medicamento y producto biológico.

## Economía
Es de base agrícola con cultivos de frutas, vegetales y caña de azúcar y desarrollo ganadero en las zonas de relieve ondulado.
Cuenta con:
	Empresa Pecuaria Ariguanabo (Disuelta en el año 2016)
	Fábrica de Tabaco “La Bejucaleña”
	Taller de confecciones " Eduardo García"
	Centro Nacional de Rehabilitación de Ciegos y Débiles Visuales
	Cooperativas de Producción Agropecuaria y otras estructuras de base del sector campesino, dedicadas al cultivo de la caña de azúcar, los autoconsumo, la siembra de cultivos varios y la cría de ganado vacuno.

## Principales servicios comunitarios

### Comercio y Gastronomía
  El restaurante insignia “El Gallo”, fundado en 1751, aquí estuvo hospedado el escritor Cirilo Villaverde, autor de la novela “Cecilia Valdés”.
	Pizzería “La Especial”
	Cafetería “El Martillo” Actual mercado Ideal
	Cafetería “Los Pinos Nuevos”
	3 tiendas recaudadoras de divisas
	ARTEX
	Rumbo

### Servicios
	Reparadora de fogones “La Llama Azul”
	Relojería “Breguet”
	Taller de Refrigeración
	Taller de Electrónica
	Colchonería “La Seda”
	Reparadora de Calzado “La Remonta”

### Salud
Bejucal cuenta con el programa del médico y enfermera de la familia que están ubicados en el casco urbano y asentamientos poblacionales. Tiene además dos policlínicos; uno de urgencias médicas y el de especialidades.
Cuenta con un Centro Comunitario de Higiene Mental donde se atiende a niños con retraso mental y otros programas como el alcoholismo y la drogadicción.
El Centro de Higiene y Epidemiología comprende en su labor la campaña contra el mosquito Aedes Aegipti y el control de otros vectores. Cuenta con un hogar materno y la unidad de ambulancias con tecnología nueva que se encuentran dirigidos desde un puesto de mando provincial para apoyar cualquier municipio de la provincia. Como parte de la Batalla de Ideas se construyó la Sala de Rehabilitación que ya presta servicios a la población de masaje, acupuntura, ultrasonido, logopedia, podología, entre otros.

### Consejos Populares
Consta de 4 consejos populares:
- Los Malayos

- La Musicanga

- Río Hondo

- Cuatro Caminos – Buenaventura.